# 菲利波·帕西尼

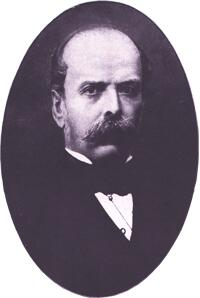
菲利波·帕西尼

菲利波·帕西尼（義大利語：Filippo Pacini；1812年5月25日—1883年7月9日），意大利解剖学家，生前首次分离了霍乱弧菌（1854年），比罗伯特·科赫的发现早近30年，但在其去世后才广为人知。此外，皮肤力学感受器“帕西尼氏小体”也是以他的名字命名。

## 生平
1812年5月25日，帕西尼出生于意大利皮斯托亚。早年接受宗教教育，父母寄希望他能成为主教。但在1830年，他获得了一份奖学金，入读皮斯托亚最知名的医学院。
1831年，他发现了神经系统中一种可以探测压力和震动的感受器，并于1833年起对此展开了进一步研究，最终于1840年发表其结果。几年内，他对发现在欧洲广为人知，该感受器被命名为“帕西尼氏小体”。
1844-46年，他担任比萨大学的解剖学教授。1849年起，他一直担任佛罗伦萨大学的教授。第三次霍乱大流行期间，帕西尼于1854年首次发现了霍乱弧菌，但并未获得广泛知晓。此后，罗伯特·科赫于1883年再次发现了霍乱弧菌，并广为人知。1965/66年，国际命名组织（International Committee on Nomenclature）才最终更正，将霍乱弧菌命名为“帕西尼霍乱弧菌（Vibrio cholerae Pacini ）”。
1883年，帕西尼于意大利佛罗伦萨逝世，享年71岁。